# Comté d'Union (Indiana)
Pour les articles homonymes, voir Comté d'Union.
Le comté d'Union (en anglais : Union County) est un comté de l'est de l'État de l'Indiana, à la frontière avec l'Ohio, aux États-Unis. Il compte 7 516 habitants en 2010. Son siège est Liberty.